# Colza fourrager
Sous-espèce
Forme
Classification APG II (2003)
Le colza fourrager (Brassica napus L.(partim) est une variété de plante annuelle de la famille des Brassicacées, famille anciennement nommée Crucifères. De la même espèce que le colza oléagineux, il est cultivé pour la production feuillage utilisé comme fourrage ou comme engrais vert.

## Description
C'est une plante annuelle à pousse rapide, à tige glabre. Le cycle de végétation est très court : 60 à 80 jours.
Les variétés de colzas fourragers ont été sélectionnées pour produire un feuillage abondant rapidement. 

### Variétés
Plus de 30 variétés sont inscrites au Catalogue officiel des espèces et variétés.
Quelques variétés : Furax nova, Liratop, Parapluie,...

## Utilisation
D'une implantation rapide le colza fourrager peut être consommé en vert. Il est alors pâturé au fil électrique ou distribué afin de limiter les quantités consommées. 
Il peut être ensilé en prenant certaines précautions.
La grande majorité des surfaces sont semées en juillet-août et sont pâturées ou récoltées en octobre-novembre. Il permet ainsi aux éleveurs de disposer de fourrage vert à une période, l'automne, où les prairies et les autres plantes fourragères ont du mal à produire. 
Grâce à leur résistance au froid, certaines variétés peuvent être semées à l'automne pour récolte en fin d'hiver ou tôt au printemps.
Peu onéreux, le colza fourrager est aussi une espèce intéressante à utiliser en couvert, puis détruit afin d'enrichir le sol en nitrates qu'il a récupéré en automne.
C'est également une bonne espèce mellifère reconnue.
Le colza fourrager a une bonne valeur alimentaire : UFL : 0,85; UFV : 0,81; PDIN : 122; PDIE : 95 par kg de matière sèche(MS). Sa richesse en matières azotées permet d'économiser des aliments achetés.